# Sopron Basket
Sopron Basket è una squadra di basket femminile ungherese di Sopron. Fondata nel 1921 come sezione femminile di Soproni VSE, dal 1986 gioca nel Campionato Nazionale Ungherese. Gioca le partite casalinghe nell'Aréna Sopron.
Il Sopron ha vinto il suo primo campionato nazionale nel 1993, debuttando in Eurolega nella stagione successiva. Stabilitasi nelle prime posizioni, la squadra ha giocato negli anni successivi la Coppa Ronchetti, che ha vinto nel 1998 battendo l'ASPTT Aix-en-Provence. A partire dal 2011 Sopron rimane l'unica squadra di basket femminile ungherese che ha vinto una competizione internazionale dalla caduta del comunismo. L'anno successivo Sopron ha vinto il suo secondo campionato, che ha segnato il suo ritorno in Eurolega, che da allora gioca ogni anno.
La squadra ha vinto altri quattro campionati dal 2002, tre dei quali tra il 2007 e il 2011. Nel 2009 ha raggiunto le Final Four dell'Eurolega dopo aver battuto Wisła Kraków e Bourges Basket nelle fasi a eliminazione diretta, finendo al quarto posto dopo aver perso contro CB Avenida e UMMC Ekaterinburg.

## Palmarès
- Campionato ungherese femminile: 14

1993, 1999, 2002, 2007, 2008, 2009, 2011, 2013, 2015, 2016, 2017, 2018, 2019, 2021
- Coppa d'Ungheria femminile: 10

2007, 2008, 2011, 2012, 2013, 2015, 2017, 2019, 2020, 2021
- Coppa Ronchetti: 1

1998

## Rosa
Aggiornata alla stagione 2017-2018

### Guardie
- Virág Weninger
- Yvonne Turner
- Zsófia Fegyverneky
- Debora Dubei
- Ángela Salvadores

### Ali
- Aleksandra Crvendakić
- Dalma Czukor
- Tina Jovanović
- Dominika Böröndy
- Jelena Milovanović
- Patrícia Bakó

### Centrali
- Alaina Denise Coates
- Bernadett Határ
- Danielle Page